# Partula faba
Partula faba是一种热带肺螺类陆地蜗牛，属于帕图螺科下的一个亚种。Partula faba分布于法属波利尼西亚的塔哈岛与赖阿特阿岛，是第一种被记录的帕图螺。

## 保育状态
自20世纪70年代起，由于以其它蜗牛为食的玫瑰蜗牛被引入法属波利尼西亚，导致包括Partula faba在内的大量蜗牛数量急速减少，其最后一只野生个体1992年在赖阿特阿岛被发现，而塔哈岛的野生种群可能于20世纪90年代中期便已绝灭。英国布里斯托动物园与爱丁堡动物园饲养的Partula faba曾成功繁衍新的种群，但在2016年2月21日，Partula faba的最后个体在爱丁堡动物园死亡，该种蜗牛已经绝灭。

## 食性
由于缺乏野生种群，Partula faba的食性并不确切，但解剖发现其体内有多种植物碎片和蚂蚁残骸，因此被推测可能是一种杂食性蜗牛。

## 亚种
该物种包含两个亚种。
- Partula faba ssp. faba - 赖阿特阿岛
- Partula faba ssp. subangulata - 塔哈岛

## 外部連結
- ARKive网的Partula faba媒体资料
- Partula faba on PartulaPages（页面存档备份，存于）